# Воронежский ликёро-водочный завод

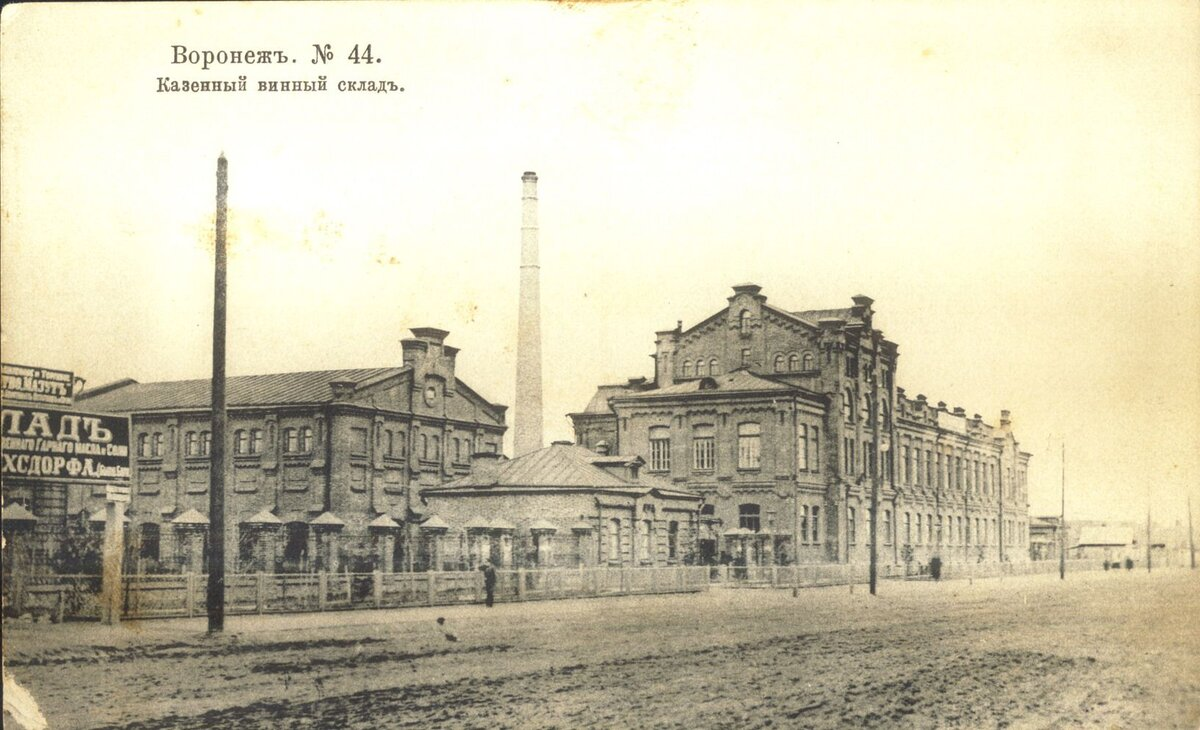
Воронежский ликеро-водочный завод, начало 20 века

Воронежский ликёро-водочный завод (ОАО "ЛВЗ «Воронежский») — бывший российский производитель крепких спиртных напитков, действовавший в городе Воронеже.
Заводские здания, расположенные на Кольцовской улице — характерные образцы промышленной архитектуры начала XX века — признаны государством памятниками культурного наследия.

## История
История предприятия изначально начинается с появления первых винокуренных предприятий в Воронеже в XVII веке — ими были винокуренные заводы купцов Шепетильникова и Борисова. Вином в царское время назывался разбавленный водой спирт. А если в него добавлялись вкусовые и ароматические добавки и напиток дополнительно перегоняли, это уже была водка.
В конце XIX века для борьбы с народным пьянством власть развернула антиалкогольную кампанию. С 1894 года по инициативе министра финансов С. Ю. Витте в Российской империи ввели винную монополию. Государство взяло под контроль очистку спирта и торговлю крепкими спиртными напитками.
Винную монополию в Воронежской губернии официально ввели 1 июля 1900 года. Тогда же в Острогожске, Бутурлиновке, Валуйках, Новохоперске, Борисоглебске и Воронеже построили казенные винные склады — огромные фабрики, где выпускали «очищенное вино» из ректификованного спирта. Здание винокуренных складов на нынешней Кольцовской улице было построено в 1898—1900 годах по проекту главного архитектора Воронежа Александра Баранова, и было оснащено на тот момент современным производственным оборудованием. Воронежцы сразу его прозвали «Замком» за характерный внешний вид. На открытии гостям были показаны производственные и складские помещения вместимостью на 500 тысяч ведер, а также вручены памятные бутылки с первой продукцией.
Первой продукцией, вышедшей с завода была водка «Пшеничная», разливаемая только в бочки, потому что в начале XX века в бутылках водка в России почти не производилась. Однако, с 1905 года на заводе стали использовать стеклянную тару — бутылки объемом от 60 грамм до трех литров. Розлив был трудоёмкий — бутылки мыли и запечатывали вручную, но в «бутылочном» виде водка раскупалась потребителем охотно.
После начала Первой мировой войны вводится «сухой закон» отразившийся на деятельности ЛВЗ несмотря на крупную потребность спирта, например в тех же медицинских целях. Последующая Революция 1917 года привела к попыткам разграбления винного склада, в результате чего руководством Воронежа было принято решение уничтожить запасы спирта.
В дальнейшем после революции предприятие временно перестало работать, и было законсервировано.
В 1925 году, уже при советской власти завод возобновляет свою работу. Увеличивается ассортимент продукции — начинается производство наливок и настоек.
С начала Великой Отечественной войны Воронежский ликеро-водочный завод начинает работать на нужды фронта — в связи с возникшей потребностью в спирте, водке (так называемые «наркомовские» 100 грамм), а также производстве коктейлей Молотова становится стратегически важным объектом, однако в 1942 году завод эвакуируют в Бийск из-за начала оккупации Воронежа немцами.
Во время обстрелов города здания получили повреждения, но благодаря крепкой кирпичной кладке выстояли и в дальнейшем были успешно восстановлены. Из-за принятого решения не возвращать из Бийска эвакуированное оборудование, завод частично возобновил работу только в 1946 году, когда после восстановления корпусов было поставлено и запущено новое оборудование, а на полную мощность заработал только в 1949.
В советское послевоенное время Воронежский ЛВЗ постоянно увеличивает ассортимент выпускаемой продукции — например водка с названиями «Пшеничная», «Русская», «Сибирская», различные ликеры и настойки.

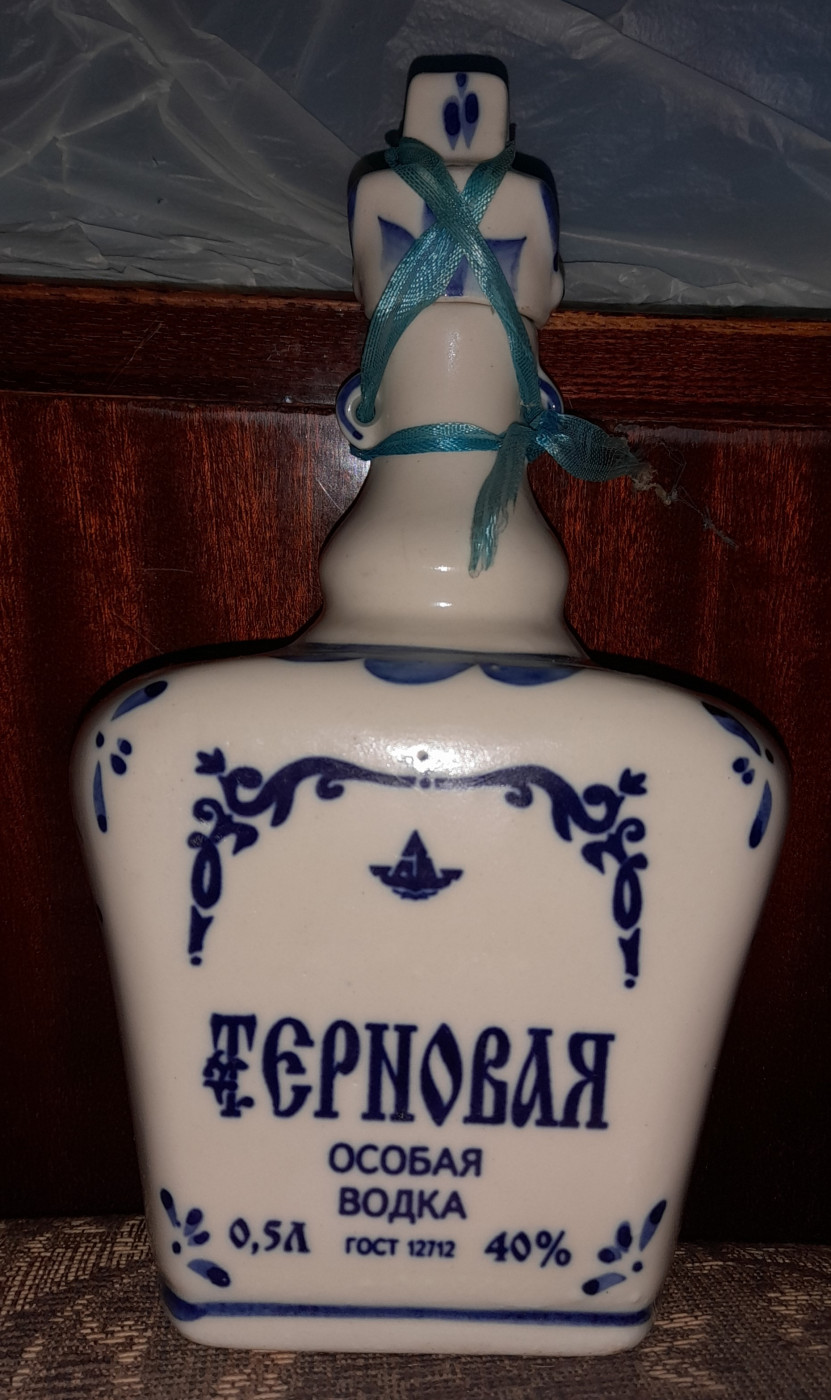
Фарфоровый графин из-под водки "Терновая" Воронежского ЛВЗ, вид спереди

Распад СССР не смог отрицательно повлиять на работу завода, продукция выпускается без изменений.
В 2001 году завод получает новое название, "ЛВЗ «Висант» и входит в одноименную корпорацию. Одновременно происходит модернизация завода.
Несмотря на это в 2007 году одновременно с воронежским винным комбинатом происходит вывод завода за пределы Воронежа, в село Новогремяченское, оборудование демонтируется и вывозится на местный Хохольский ЛВЗ, по факту прекратив свою работу в Воронеже. Территорию завода сразу занимают другие производства.
В 2013 году начинается процедура банкротства и Новогремяченского завода, сокращается штат сотрудников.
В 2018 году ЛВЗ «Висант» окончательно ликвидирован как юридическое лицо.

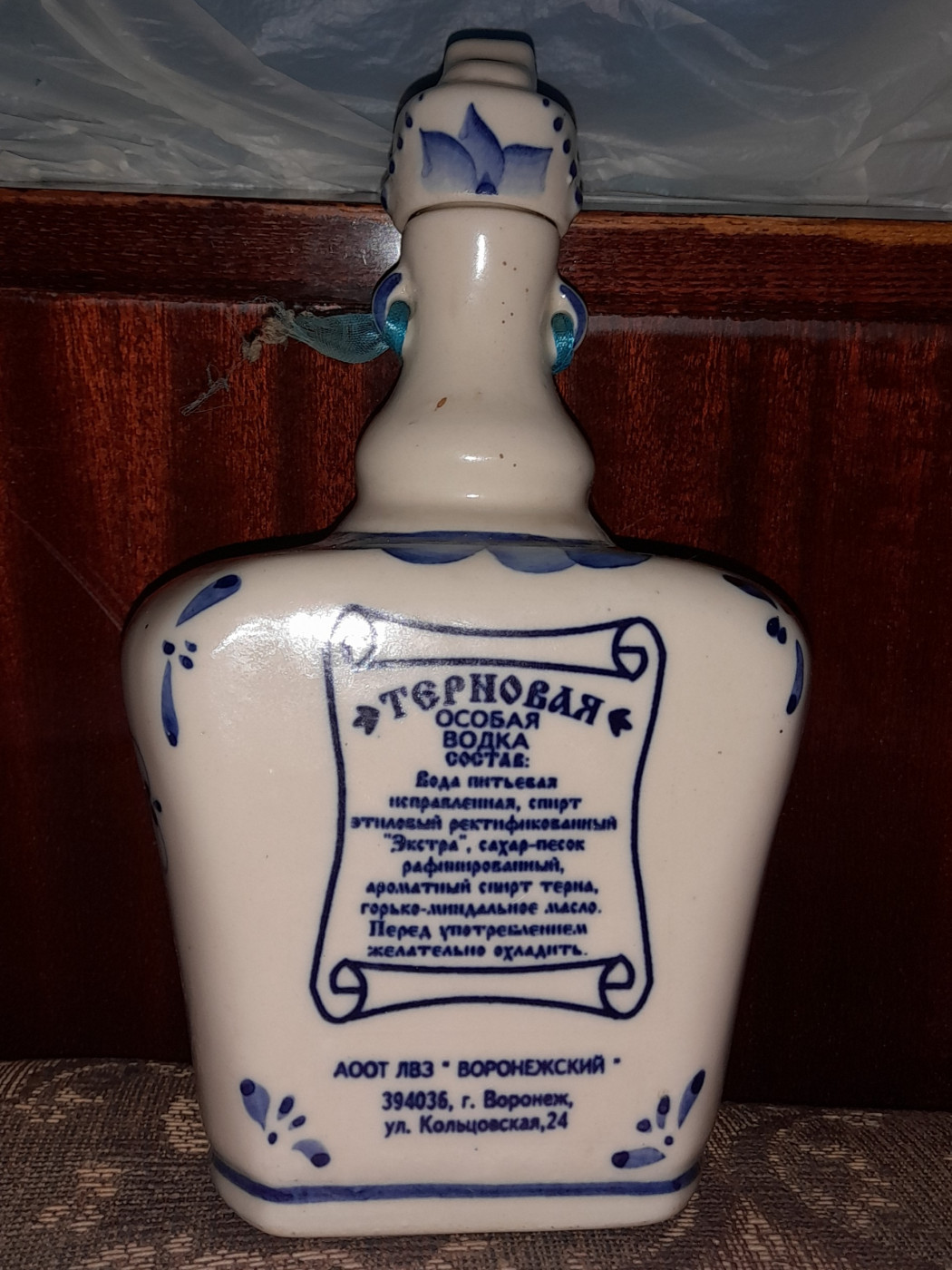
Фарфоровый графин из-под водки "Терновая" Воронежского ЛВЗ, вид сзади. Видна информация о производителе.

В настоящее время (2020-е годы) в зданиях завода (включая отреставрированных исторических) на Кольцовской улице располагаются развлекательные, офисные и торговые заведения. Например бывшая «Контора» завода занята общественным пространством «Винзавод». В середине 2010-х годов существовали планы застройки территории, занятой исторически незначимыми корпусами. 

### О здании
Комплекс зданий Казенного винного склада построен в 1898—1900 гг. по проекту архитектора А. М. Баранова одновременно со складами в Острогожске, Валуйках, Борисоглебске в связи с введением винной монополии в Воронежской губернии. Строительными работами руководил подрядчик С. М. Столовицкий. Склад был самым крупным, рассчитанным на 500 тысяч вёдер вина, которое изготавливали из ректифицированного спирта. Склад подчинялся Воронежскому губернскому акцизному управлению.
Комплекс состоит из главного производственного здания, стоящего по линии застройки улицы, а также небольших двухэтажных административного и производственного корпусов, расположенных с отступом от улицы. Выразительные кирпичные здания склада сооружены в духе эклектики с элементами средневековой архитектуры. В советское время высота основного здания была увеличена, что придало ему большую значимость.
Главное производственное здание имеет усложненную объемную композицию: к основному двухэтажному объему примыкает пятиэтажный, который на южном углу имеет форму башни. Повышенным частям соответствуют ступенчатые ризалиты, южный выступает сильнее, чем северный. Северный ризалит завершен разорванным фронтоном. Фасад расчленен карнизами с зубчатыми фризами. Живописный вид ему придают разнообразные по пропорциям оконные проемы: в северном ризалите они расположены по три в каждом этаже, центральное больше, чем боковые, все с лучковыми перемычками, завершены веерными замковыми камнями; в башне окна также расположены по три — в первом этаже большие, прямоугольные, во втором — узкие, парные, с полуциркульными перемычками, в третьем — большие, также полуциркульные, в четвертом «итальянские», в пятом — узкие, как бойницы.
Производственное здание, обращенное торцом к улице, имеет высокий аттик, поле которого выложена дата строительства «1900».
До недавнего времени в здании был расположен ликероводочный завод.
А. Н. Акиньшин, П. А. Попов, А. Н. Рылева. Улица Кольцовская, дом 24 // Историко-культурное наследие Воронежа, 2009